# 1488 en santé et médecine
| Années de la santé et de la médecine : 1485 - 1486 - 1487 - 1488 - 1489 - 1490 - 1491    |
| Décennies de la santé et de la médecine : 1450 - 1460 - 1470 - 1480 - 1490 - 1500 - 1510 |

Cet article présente les faits marquants de l'année 1488 en santé et médecine.

## Événements
- Ferdinand le Catholique autorise les médecins et chirurgiens de Saragosse, en Aragon, à disséquer le corps des malades morts à l'hôpital Nuestra Señora de Gracia[1],[2].
- Fondation à Roubaix en Flandre par Isabeau, fille de Pierre de Roubaix, de l'hôpital Sainte-Élisabeth, pour l'accueil de douze femmes pauvres confiées aux soins des augustines[3].
- L'université de Pavie entretient dix-huit chaires de médecine[4].

## Publications
- Première édition, à Ferrare, du Commentaire sur l'Antidotaire de Mésué[5],[6] du médecin italien Cristoforo Giorgio degli Onesti (1320-1392[7]).
- Première édition du Livre des simples de Matthaeus Platearius (XIIe siècle[8]).
- Publication des Confabulationes de thermis calderianis, quae in Veronensi agro sunt (« Entretiens sur les thermes de la région de Vérone »), de Giovanni Agostino Panteo, clerc et alchimiste italien[9],[6].

## Naissance
- Otto Brunfels (mort en 1534), théologien et naturaliste allemand, reçu docteur en médecine à Bâle en 1530, surtout connu comme auteur de l'Herbarum vivae eicones (1530-1536), herbier médicinal illustré par Hans Weiditz (en), probablement élève de Dürer[10].

## Décès
- William Hobbes (né à une date inconnue), premier chirurgien (Serjeant Surgeon)  de Richard  d'York et des rois d'Angleterre Édouard IV et Richard III, fils de John Hobbes († 1463[11]).
- Jacques Fries (né à une date inconnue), médecin des rois d'Angleterre Édouard IV et Richard III[12].
- Nicolas Viard (né à une date inconnue), docteur en médecine « attaché par le Roi René au service public de la ville d'Angers[13] ».